# Erhan Mašović
Erhan Mašović (serbisch-kyrillisch Ерхан Машовић; * 22. November 1998 in Novi Pazar) ist ein serbischer Fußballspieler. Der Innenverteidiger steht seit Oktober 2020 beim VfL Bochum unter Vertrag und ist Nationalspieler seines Landes.

## Karriere
Mašović begann seine Karriere im Jahr 2013 beim serbischen Fußballklub FK Čukarički. 2016 unterschrieb er seinen ersten Profivertrag. Sein Profidebüt gab er im Alter von 17 Jahren am 27. Februar 2016 im Spiel gegen Radnik Surdulica.
Im Jahr 2017 wechselte er in die erste belgische Liga zum FC Brügge und wurde in seiner ersten Saison mit dem Klub Meister. Aufgrund mangelnder Einsätze wechselte er im Jahr 2018 auf Leihbasis zu AS Trencin in die erste slowakische Liga. Sein erstes Spiel für seinen neuen Klub bestritt er am 19. August 2018 beim 3:3 gegen Dunajska Streda. Im Jahr 2019 wechselte er auf Leihbasis nach Dänemark zum AC Horsens. Bei der 1:2-Niederlage gegen Bröndby IF am 4. August kam er zu seinem Pflichtspieldebüt in der höchsten dänischen Liga.
Am letzten Transfertag des Sommertransferfensters 2020 wechselte Mašović fest zum VfL Bochum und unterschrieb dort einen Vertrag über drei Jahre. Beim 5:0-Sieg gegen Fortuna Düsseldorf am 30. November 2020 bestritt er sein erstes Zweitligaspiel und stieg am Ende der Saison mit dem Verein in die Bundesliga auf.
Im Anschluss an seine erste Bundesliga-Saison, an deren Ende er mit den Bochumern den Klassenerhalt erreichte, wurde Mašović im Juni 2022 auch erstmals für den Kader der serbischen Nationalmannschaft nominiert. Nachdem er zunächst bei der Nations-League-Begegnung gegen Dänemark am 2. Juni 2022 nur auf der Bank saß, debütierte er daraufhin am 5. Juni 2022 beim 4:1-Sieg in der Nations League gegen Slowenien, bei dem er über die volle Spielzeit aktiv war.

## Erfolge
- Meister der 2. Bundesliga und Aufstieg in die Bundesliga: 2021
- Belgischer Meister 2018